# Oakes Fegley
Oakes Fegley (Allentown, 11 novembre 2004) è un attore statunitense, principalmente noto per aver recitato nel film del 2016 Il drago invisibile.

## Biografia
Figlio di Mercedes e Michael Fegley, Oakes è originario di Allentown. Nel 2014 ha debuttato al cinema nel film drammatico Fort Bliss, nello stesso anno è apparso nella commedia drammatica This Is Where I Leave You, dove ha interpretato una giovane versione del protagonista. Tra il 2014 e il 2016 ha preso parte ad alcuni episodi delle serie televisive Boardwalk Empire - L'impero del crimine e Person of Interest. Nel 2016 ha interpretato il ruolo del giovane Pete nella film fantastico della Walt Disney Pictures Il drago invisibile, remake del film Elliott, il drago invisibile del 1977. Oltre a Fegley, il cast del film comprende Bryce Dallas Howard, Wes Bentley, Karl Urban, Robert Redford e la giovane Oona Laurence.

## Filmografia

### Cinema
- Glass, regia di Courtney Hope Thérond - cortometraggio (2011)
- Children of the Moon, regia di Daniel DiBella - cortometraggio (2013)
- Fort Bliss, regia di Claudia Myers (2014)
- This Is Where I Leave You, regia di Shawn Levy (2014)
- Prism, regia di Cal Robertson (2015)
- Il drago invisibile (Pete's Dragon), regia di David Lowery (2016)
- La stanza delle meraviglie (Wonderstruck), regia di Todd Haynes (2017)
- Il cardellino (The Goldfinch), regia di John Crowley (2019)
- Nonno questa volta è guerra (The War with Grandpa), regia di Tim Hill (2020)
- The Fabelmans, regia di Steven Spielberg (2022)

### Televisione
- Boardwalk Empire - L'impero del crimine (Boardwalk Empire) – serie TV, episodi 5x01-5x02-5x04 (2014)
- Person of Interest – serie TV, episodi 4x10-4x12-5x06 (2014-2016)
- Dark Matter – serie TV, 9 episodi (2024)

## Doppiatori italiani
Nelle versioni in italiano dei suoi lavori, Oakes Fegley è stato doppiato da:
- Luca Tesei ne La stanza delle meraviglie, Il cardellino
- Alessandro Carloni ne Il drago invisibile
- Mattia Moresco in Nonno questa volta è guerra
- Alex Polidori in The Fabelmans
- Giulio Bartolomei in Dark Matter